# Cooperativa "La Nueva Vida"

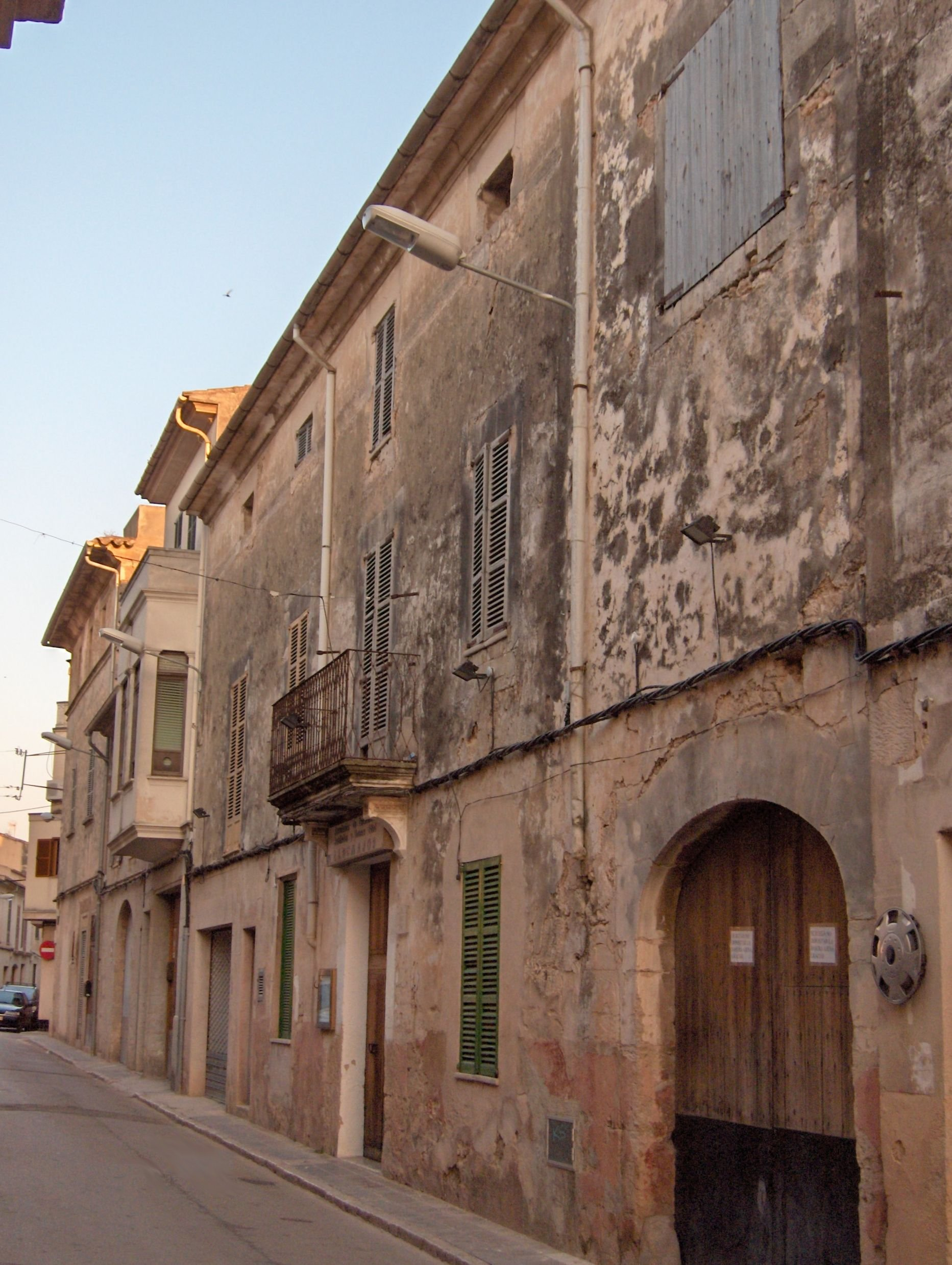
Magatzem de la Cooperativa "La Nueva Vida" situat al Carrer de Sant Joan. Destinat actualment a local social d'una associació de la 3ª edat.

La Cooperativa La Nueva Vida fou una cooperativa creada a Llucmajor, Mallorca, el 1907, i clausurada el 1936 pel cop d'estat del 18 de juliol.
La cooperativa La Nueva Vida fou creada a Llucmajor el juliol de 1907 per part de l'Agrupació Socialista i la societat obrera de sabaters La Recompensa del Trabajo. El capital social inicial fou de 930 pessetes i la junta directiva la formaren: Sebastià Vidal Mut (president), Joan Gamundí Puigserver (vicepresident), Mateu Tomàs Gamundí (tresorer), Miquel Estela Boscana (secretari), Bartomeu Salvà Tomàs (vocal), Miquel Terrassa Rubí (vocal), Antoni Barceló Sastre (vocal), Joan Vidal Orell (vocal) i Miquel Garcias Cardell (vocal). Tots ells feia anys que treballaven en els sindicats obrers i en la política. Inicialment la cooperativa era de caràcter comercial, tenia 90 socis, i es dedicava a les mercaderies. Cada associat en ingressar en la cooperativa havia de dipositar en la caixa de la societat una quantitat que podia satisfer-la en forma de terminis. Els socis satisfeien setmanalment 10 cèntims fins que s'arribava a les 50 pessetes necessàries per tenir una acció. El que es recaptava per aquest concepte constituïa el capital en accions de la cooperativa indispensable per adquirir les mercaderies que s'havien de posar a la venda. A la vegada l'augment de socis cooperadors es traduïa en un augment de les vendes, ja que aquests lògicament es convertien en clients fidels d'aquesta.
Amb els anys augmentà el nombre de socis fins als 950 el 1934, majoritàriament sabaters, al mateix temps que diversificava les seves activitats comercials (teixits i cafès a partir del 1924 i forn a partir del 1930) i també va estendre les seves activitats en altres camps: ja el 1908 creà una escola nocturna que després també fou diürna, posteriorment organitzà activitats culturals i recreatives (excursions, balls, funcions teatrals, conferències, etc.).
L'esclat de la Guerra Civil acabà amb La Nueva Vida. El 19 de juliol de 1936 les seves activitats foren suspeses, els seus béns subhastats i els components de la directiva empresonats i després executats. La Nueva Vida havia arribat a convertir-se en una important competència per als comerciants i es guanyà molts enemics entre els empresaris i els conservadors.